# Jurançon (wijnstreek)

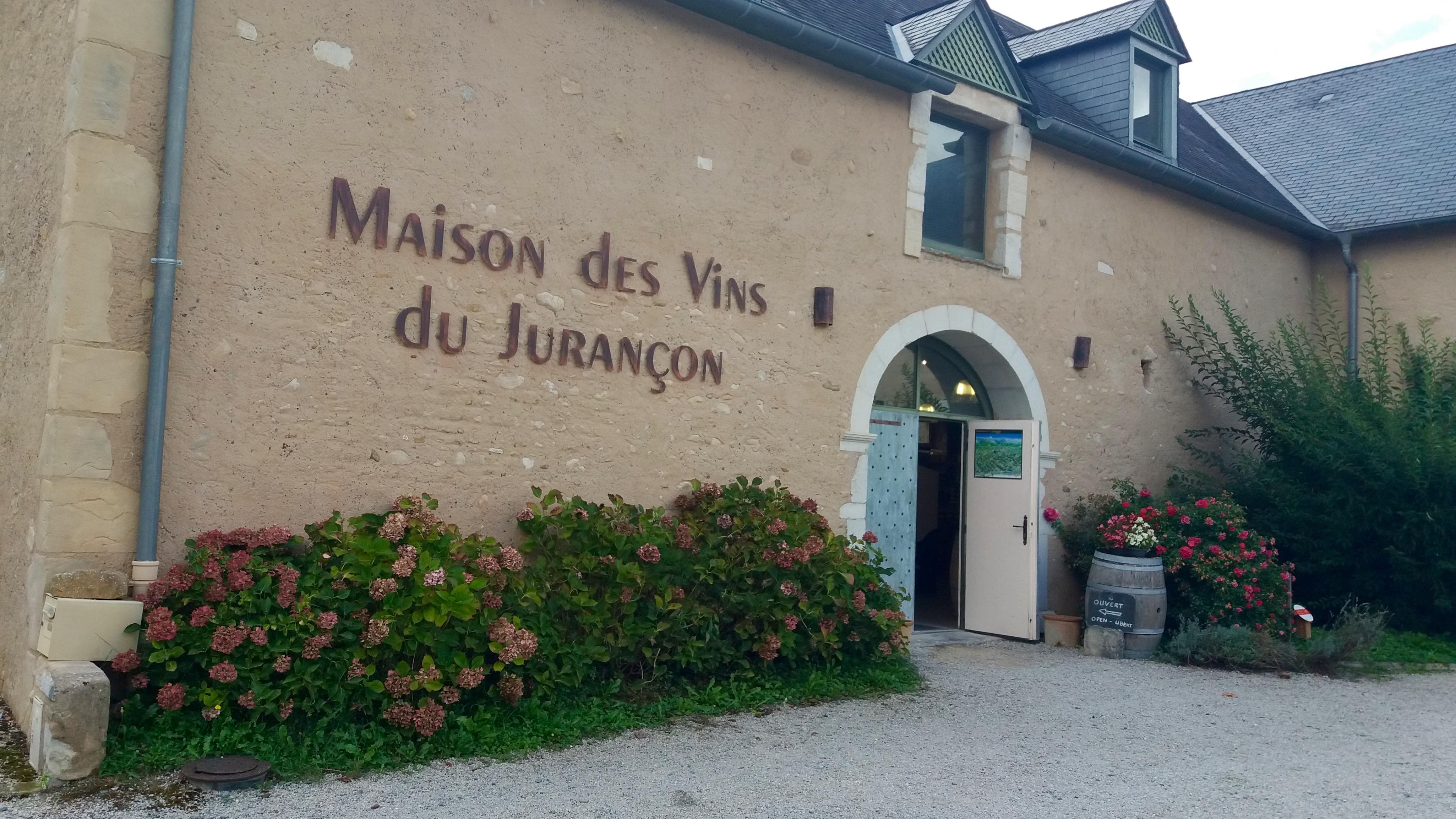
Wijnhuis voor informatie, presentatie, proeverijen en verkoop van wijnen uit de Jurançon.

De wijnstreek Jurançon ligt even ten noorden op de uitlopers van de west-Franse Pyreneeën in het departement Pyrénées-Atlantiques onder de  stad Pau bij gemeente Jurançon. Het is gesitueerd tussen de bergriviertjes – of Gave –  Pau en Oloron. Het is een van de wijnstreken in de Sud-Ouest.
Jurançon heeft een eigen AOC sinds 1936 voor algemene en zoete wijn, die in 1975 is uitgebreid voor specifiek droge wijn.

## De wijn

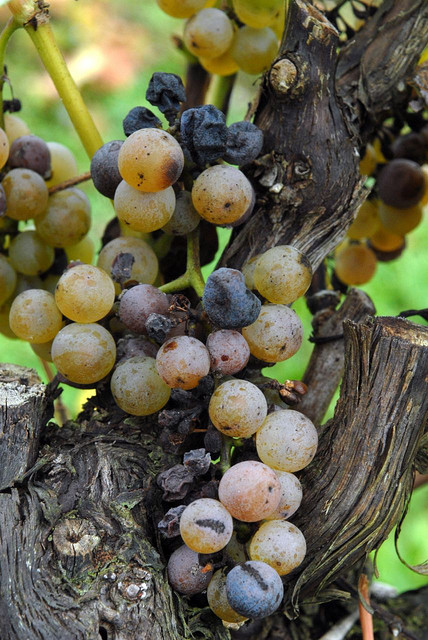
Petit Manseng druiven drogen hier in, vlak voor de oogst.

Vooral de zoete Jurançon geniet de meeste bekendheid. De druiven voor deze wijn – met name de Petit Manseng – worden zeer laat in het jaar geoogst. Soms pas in december. Warmte en de wind verdrijft het vocht uit de druiven waardoor zowel het suiker- als het zuurgehalte toeneemt. Kenmerkend voor de zoete Jurançon-wijn is dan ook het aanwezige zuur naast het zoet.
 
De druiven ondergaan géén edele rotting. In vroeger jaren zou voor de zoetheid zongerijpte druiven eraan toegevoegd zijn.
Op flessen droge Jurançon-wijn staat “Jurançon sec” vermeld.

## Druivenrassen
- Petit Manseng. Grotendeels gebruikt voor de zoete wijnen.
- Gros Manseng. Grotendeels gebruikt voor de droge wijnen.
- Courbu. Neemt af in areaal.

Nog weinig aanwezig zijn de lokale druivensoorten,
- Camaralet
- Lauzet

Hoewel er ook een druivensoort jurançon bestaat, wordt deze niet voor Jurançon-wijn gebruikt.

## Wijngaarden

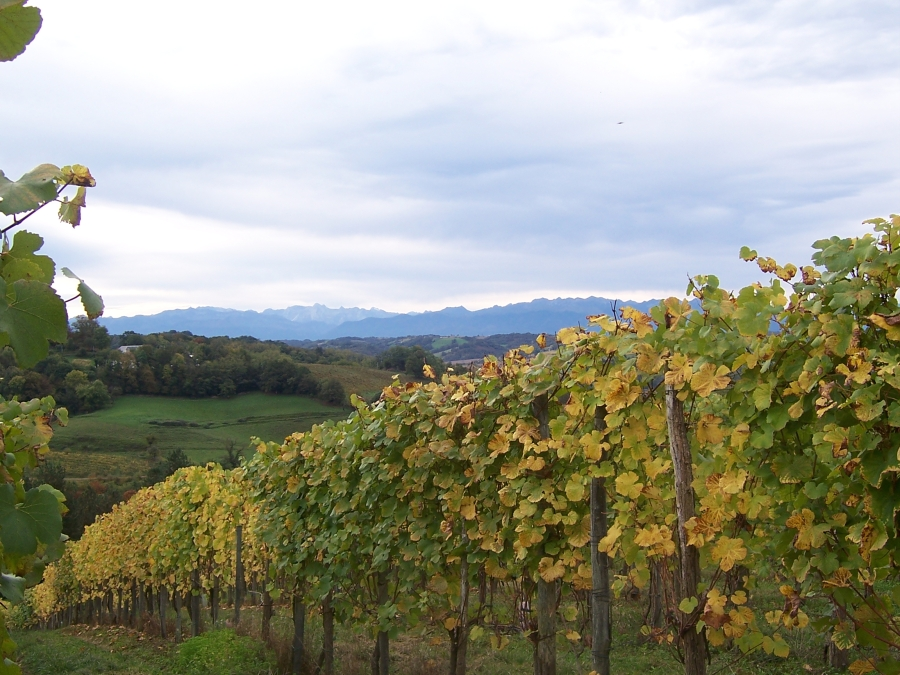
De wijngaarden liggen op het zuiden gericht. Op de achtergrond de Pyreneeën.

Begin 21e eeuw is er zo’n 1000 hectare aan wijngaarden. Over het gebied van de Jurançon liggen deze versnipperd op zuidhellingen.
Druivenstokken worden op zodanige wijze gesnoeid dat de plant in de hoogte groeit. Dit om schade door oppervlaktevorst te vermijden.

## Anekdote
In 1553 zou Antoine de Bourbon zijn zoon – de pas geboren Hendrik de IV – bij wijze van doop, een paar druppels Jurançon-wijn toegediend hebben, voordat hij hem toevertrouwde aan zijn min. Omdat hij van deze wijn niet ging huilen werd dat als goed teken opgevat.